# 熊本県道263号高沢一勝地線
熊本県道263号高沢一勝地線（くまもとけんどう263ごう たかざわいっしょうちせん）は、熊本県球磨郡球磨村を通る一般県道である。

## 概要

### 路線データ
- 起点：熊本県球磨郡球磨村大字神瀬
- 終点：熊本県球磨郡球磨村大字一勝地（熊本県道・鹿児島県道15号人吉水俣線交点）

## 路線状況

### 重複区間
- 国道219号（球磨郡球磨村大字渡丙）

## 地理

### 通過する自治体
- 球磨郡球磨村

### 交差する道路
| 交差する道路                       | 交差する場所 | 交差する場所       |
| ---------------------------------- | ------------ | ------------------ |
| 国道219号 重複区間起点             | 大字渡丙     |                    |
| 国道219号 重複区間終点             | 大字渡丙     | 球磨村一勝地交差点 |
| 熊本県道・鹿児島県道15号人吉水俣線 | 大字一勝地   | 終点               |

### 沿線
- 球磨川
- 球磨村役場
- JR九州肥薩線 一勝地駅